# 德尔吉切
德尔吉切，是匈牙利维斯普雷姆州巴拉頓菲賴德區所辖的一个村，位于鲍洛托瑙考利西北5公里处，总面积19.12平方公里，总人口256，人口密度13.4人/平方公里（2010年1月1日）。